# Callyna holophaea
Callyna holophaea là một loài bướm đêm trong họ Noctuidae.